# Mount Kisco
Mount Kisco är en kommun (town) i Westchester County i delstaten New York som består helt av municpalsamhället (village) Mount Kisco. Vid 2020 års folkräkning hade Mount Kisco 10 932 invånare.